# La Linea
Ne doit pas être confondu avec Affaire de corruption La Línea.
 (décembre 2020).
La Linea est une série télévisée d'animation italienne créée par le dessinateur Osvaldo Cavandoli,,,, et diffusée à partir de 1971 sur la Rai.
En France, la série est diffusée à partir du 8 janvier 1975 sur TF1 dans Les Visiteurs du mercredi et L'Île aux enfants, dans les années 1990 sur La Cinquième dans Cellulo, le 25 décembre 2000 sur France 3 dans Génération Albator et à partir du 23 avril 2003 jusqu'en 2008 sur Boomerang. Au Canada, elle a été diffusée sur Radio-Canada, TVJQ  et TV Ontario.

## Synopsis
Cette série met en scène un personnage au nez imposant et au corps matérialisé par une ligne unique tracée en blanc sur fond uni de couleur. Doté d'un caractère râleur et bougon, parfois moqueur mais néanmoins attachant, il se déplace sur une ligne horizontale qui n’a de limite que la volonté du crayon du dessinateur. Celui-ci, dont on ne voit ponctuellement qu’une main tenant un crayon, crée l’univers de ce héros élémentaire anonyme parfois appelé « Balou » ou « Monsieur Linea » selon les pays. Quand il se retrouve devant un problème, Monsieur Linea appelle le dessinateur qui ajoute, au fur et à mesure, les éléments du décor. À la fin de l'épisode, Cavandoli laisse généralement son personnage tomber dans le vide.

## Autour du programme
Il existe 90 épisodes de La Linea, suivant la numérotation ci-après :
- la série Lagostina comprend les épisodes 1 à 8, de cinq minutes, réalisés à partir de plans tirés des publicités Carosello ;
- la série 100 comprend 56 épisodes numérotés de 101 à 156 ;
- la série 200 comprend 26 épisodes numérotés de 200 à 225[6].

Le personnage de Monsieur Linea a été créé en 1969 dans la série de films publicitaires Carosello pour Lagostina.
Son langage particulier est un charabia formé d'onomatopées, de bruitages et comprenant quelques rares mots en dialecte milanais, en italien ou en anglais. L'objectif était de faciliter la diffusion de la série à l'étranger, sans avoir à faire appel au doublage. 
La musique est composée par Franco Godi. Celle qui ouvre et clôt chaque épisode est caractérisée par un Baiubadu fredonné (dont est issu l'appellation « Balou », parfois donnée à Monsieur Linea). La ligne de jazz qui accompagne les aventures de La Linea est un tre jazz rapido traduisant l'excitation permanente du protagoniste.

## Diffusion internationale
À partir de 1972, La Linea a été diffusée sur de nombreuses chaînes de télévision en Europe ainsi qu'au cinéma, principalement entre les publicités. La Linea a été diffusée dans plus de 50 pays à travers le monde et la série a remporté plusieurs prix : en 1972 à Annecy et en 1973 à Zagreb.
- Aux États-Unis, La Linea faisait partie de la série télévisée pour enfants The Great Space Coaster mais certains épisodes un peu « olé olé » sont passés à la trappe, considérés comme inappropriés pour les enfants.
- Au Royaume-Uni, La Linea a été diffusée sur ITV Called CITV de 1983 à 2003, puis sur ITVBe et Channel 4.
- Au Canada, les dessins animés de La Linea ont été diffusés à Radio-Canada et TVO.
- En Afrique du Sud, La Linea a été diffusé sur SABC-TV à la fin des années 1970 et au début des années 1980 avant les émissions d'actualité.
- En Australie, La Linea a été diffusé par ABC entre les programmes longs.
- En Norvège, du 30 juin 2008 au 31 octobre de la même année, le journal Dagbladet a publié tous les épisodes de La Linea sous forme d'épisodes quotidiens sur son site Web.